# Olympische Winterspiele 2006/Teilnehmer (Irland)
| Gelbes Symbol für Goldmedaillen mit stilisierten Olympischen Ringen | Graues Symbol für Silbermedaillen mit stilisierten Olympischen Ringen | Braundes Symbol für Bronzemedaillen mit stilisierten Olympischen Ringen |
| ------------------------------------------------------------------- | --------------------------------------------------------------------- | ----------------------------------------------------------------------- |
| —                                                                   | —                                                                     | —                                                                       |

Irland nahm an den Olympischen Winterspielen 2006 im italienischen Turin mit einer Delegation von vier Athleten teil.

## Flaggenträger
Die alpine Skirennläuferin Kirsten McGarry trug die Flagge Irlands während der Eröffnungsfeier, der Ski-Langläufer Rory Morrish trug sie bei der Abschlussfeier.

## Teilnehmer nach Sportarten

### Skeleton
- David Connolly
Herren, 20. Platz; 1:59,97 min; +4,09 s

### Ski Alpin
Damen:
- Kirsten McGarry
Slalom Damen, 42. Platz; 1:42,43 min; +13,39 s
Riesenslalom Damen, 32. Platz; 2:22,87 min; +13,68 s

Herren:
- Thomas Foley
Riesenslalom Herren, 31. Platz; 2:57,42 min; +27,42 s

### Ski Nordisch
- Rory Morrish (Langlauf)
15 km klassisch Herren, 88. Platz; 50:28,1 min, +12:26,80